# Kleine kortteenleeuwerik
De kleine kortteenleeuwerik (Alaudala rufescens; synoniem: Calandrella rufescens) is een zangvogel uit de familie van leeuweriken (Alaudidae). Het is een leeuwerik van droge vlakten in Zuid-Europa, West-Azië en Noord-Afrika en is een dwaalgast in Noordwest-Europa.

## Kenmerken
De kleine kortteenleeuwerik is 13 tot 14,5 cm lang. Deze vogel lijkt sterk op de kortteenleeuwerik en is daarvan moeilijk te onderscheiden. De gewone kortteenleeuwerik is gemiddeld 1 cm langer. Het opvallendste verschil is de borst die licht gestreept is, de strepen ontbreken bij de kortteenleeuwerik.

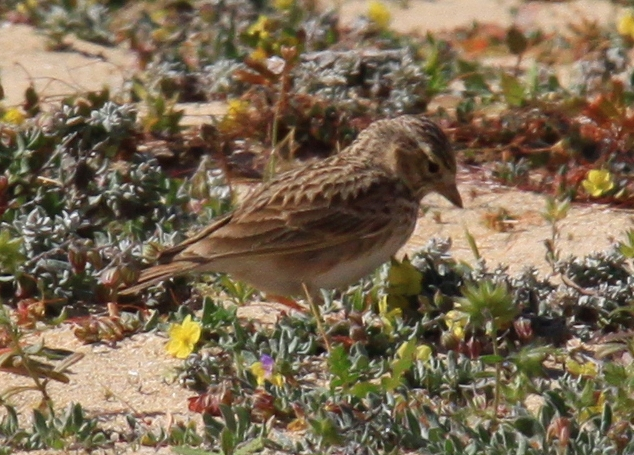
kleine kortteenleeuwerik (Calandrella r. polatzeki) op Fuerteventura

## Verspreiding en leefgebied
Er zijn drie ondersoorten binnen het verspreidingsgebied:
- A. r. rufescens (Canarische Eilanden)
- A. r. apetzii (het oosten en zuiden van het Iberisch schiereiland)
- A. r. minor (Marokko tot in het noordwesten van Egypte, Zuid-Turkije tot de Sinaï en het westen van Irak)

### Voorkomen in Noordwest-Europa
De kleine kortteenleeuwerik komt niet voor op de lijst van in Nederland waargenomen vogels, maar is wel een zeer zeldzame dwaalgast in de rest van Noordwest-Europa waaronder België.

## Status
De kleine kortteenleeuwerik heeft een groot verspreidingsgebied en daardoor is de kans op de status kwetsbaar (voor uitsterven) uiterst gering. De grootte van de populatie werd in 2004 ruw geschat op 9,8 tot 48 miljoen individuen, maar dit aantal daalt. Echter, het tempo van achteruitgang ligt onder de 30% in tien jaar (minder dan 3,5% per jaar). Om deze redenen staat deze soort leeuwerik als niet bedreigd op de Rode Lijst van de IUCN.